# Sitio de Crema
El sitio de Crema tuvo lugar entre el 2 de julio de 1159 y el 25 de enero de 1160, fue un enfrentamiento bélico entre las tropas del Sacro Imperio bajo el mando del emperador Federico Barbarroja y las tropas de la comuna de Crema y sus aliados milaneses.
Tras varias escaramuzas previas, el ejército imperial inició el ataque final el 21 de enero de 1160. Después de cuatro días de ataque se hizo difícil para los defensores resistir bajo esas condiciones y entregaron la ciudad el 25 de enero de 1160.
Luego de que las tropas entraran en la ciudad y la incendiaran, la ciudad fue demolida. Un edicto firmado por el propio emperador en 1162 en Lodi prohibirá su reconstrucción. Pero posterior a eso y pesar de la desconfianza mutua, las ciudades del norte de Italia formaron una coalición y finalmente pudieron establecerse en la Liga Lombarda (1167), que en 1176 obtuvo una victoria decisiva sobre las tropas imperiales en la batalla de Legnano.